# Aeródromo Municipal de Évora
O Aeródromo de Évora foi construído nos inícios dos anos 70 num terreno com 40 hectares doado em Julho de 1969 por Eugénio de Almeida.
Durante quase 30 anos o aeródromo estava limitado a voos diurnos até que em 27 de Março de 2009, as luzes de pista e o sistema PAPI foram certificados.
Em Abril de 2012 foi certificada a aproximação NDB à pista 19, permitindo a operação de voos IFR nesta infraestrutura.
No aeródromo os aviões podem ser abastecidos com AVGAS ou JET A1
Estão instalados do aeródromo de Évora, as seguintes instituições e empresas:
- Aero Club de Portugal;
- Aeroclube de Évora;
- Agroar – Empresa de trabalhos aéreos, manutenção e serviços de lazer;
- Skydive Portugal – Empresa de para-quedismo;
- Air Dream College - Escola de Aviação;
- Associação Aeronáutica de Évora, fundada em 19.01.2015, a operar no hangar 3.

No aeródromo existe ainda um Memorial ao Piloto, oferta da associação aeronáutica de Évora à comunidade aeronáutica no dia 27 Julho de 2015.
Entre 1997 e 2009, com uma periodicidade bienal, decorria no Aeródromo de Évora o Portugal Airshow. À altura, este era o maior evento aeronáutico da Península Ibérica.